# فلم مخيف 4
فيلم مخيف 4 (بالإنجليزية: Scary Movie 4) فيلم درامي، رعب من إنتاج الولايات المتحدة الأمريكية سنة 2006. الفيلم من إخراج ديفيد زاكر وبطولة آنا فاريس، ليسلي نيلسن، كارمن إلكترا ومايكل مادسن.

## طاقم التمثيل
- آنا فاريس
- ليسلي نيلسن
- كارمن إلكترا
- مايكل مادسن
- أنتوني أندرسن
- كيفن هارت

## القصة
يبدأ الفيلم بمشهد الأول من فيلم الرعب المنشار(الفيلم) ولكن بشكل كوميدي حيث يكون الشخصين دكتور فيل ومايكل جوردن في الغرفة وبعدها يقطعون ارجلهم ومن ثم يبدأ القصة الرئيسية للفيلم وهي قصة فتاة اسمها سيندي، تكتشف سيدني بأن المنزل الذي تعيش فيه مسكون بصبي لمعرفة من الذي قتله ولماذا، بالإضافة إلى كائن غريب يحاول غزو العالم عن طريق اجهزة ال آي بود (مأخوذ من فيلم حرب العوالم). وعليها ان تكشف هذا السر من اجل ايقافهم.

## الاستقبال النقدي
الفيلم حاصل على نسبة 37% على موقع الطماطم الفاسدة بناءً 126 مراجعة.

## انظر ايضاَ
- فيلم مخيف 5
- حرب العوالم (فيلم 2005)
- المنشار(الفيلم)

## وصلات خارجية
- الموقع الرسمي
- مقالات تستعمل روابط فنية بلا صلة مع ويكي بيانات